# 謝沛珊
謝 沛珊（しゃ はいさん、シェー・ペイシャン、英語: Hsieh Pei-shan、1997年11月22日 - ）は、台湾の女子バドミントン選手。

## 経歴
2024年から、4歳年下の洪恩慈とペアを組む。
2025年の台北オープンとマカオ・オープンで優勝。